# أليس ستيبينز
كانت أليس ستيبينز ويلز (13 يونيو 1873-17 أغسطس 1957) واحدة من أوائل ضابطات الشرطة الأمريكية المولد في الولايات المتحدة الاتي تم توظيفهن عام 1910 في لوس أنجلوس.

## الحياة العملية
تخرجت أليس من كلية أوبرلين ومدرسة هارتفورد اللاهوتية، حيث أثبتت دراسة أجرتها إلى أن هناك حاجة كبيرة للضابطات. عملت كوزيرة في كانساس وعضوًا في اتحاد النساء المسيحييات للإعتدال.انضمت إلى قسم شرطة لوس أنجلوس بعد معركة طويلة لتقديم الالتماسات مع العديد من المواطنين الذين دعموها أو أقنعتهم. مع رد فعل المجتمع الضخم، لم يكن لدى رئيس البلدية ومفوض الشرطة ومجلس مدينة لوس أنجلوس أي عذر آخر سوى السماح لأليس بأن تصبح أول شرطية في شرطة لوس أنجلوس وتم تصنيفها تحت الخدمة المدنية. واصبحت أليس مؤسسة وأول رئيسة للجمعية الدولية للنساء الشرطيات وسافرت في جميع أنحاء أمريكا وكندا لترقية الضابطات.
لم تُستخدم وكالات إنفاذ القانون النساء إلا لرعاية السجينات منذ عام 1891 . بعد أن نجحت أليس في تقديم التماس للحصول على مكان في شرطة لوس أنجلوس وأدت اليمين الدستورية في 12 سبتمبر 1910، تم تعيينها وتجهيزها بمفتاح صندوق المكالمات الهاتفية، ودفتر قواعد الشرطة ودفتر الإسعافات الأولية، و "شارة الشرطية رقم واحد". كانت أليس مسؤولة عن الخياطة اليدوية لزي الشرطة الخاص بها، والذي كان أول زي شرطي لامرأة في الولايات المتحدة. كان فستانًا طويلًا وسترة باللون الكاكي. يتم عرض نسخة من هذا الزي في متحف جمعية شرطة لوس أنجلوس التاريخية.
تم تعيين أليس للعمل مع ضابط الأحداث الأول في شرطة لوس أنجلوس، وسرعان ما أصبح استجواب الشابات دور ضابطات الشرطة. بدأت أليس حياتها المهنية في الإشراف على حلبات التزلج وقاعات الرقص، فضلاً عن التفاعل مع العضوات من الجمهور. على الرغم من أن أليس كانت ضابطة محلفة، إلا أنها لم يكن لها الحق في حمل السلاح، على عكس الضباط الذكور. بعد عامين من انضمام أليس إلى الشرطة، أدت ضابطات أخريات اليمين، وجميع الضابطات الآن تحت سيطرة الخدمة المدنية. استأجرت 16 مدينة أخرى وعدة دول أجنبية ضابطات شرطة كنتيجة مباشرة لأنشطة أليس. و بحلول عام 1915، أنشأت أليس جمعية الشرطيات الدولية، ودعت إلى زيادة عدد الضابطات لمساعدة الشباب المحتاج والنساء اللائي قد لا يشعرن بالراحة في التحدث إلى رجال الشرطة. كما أسست أليس جمعية الصحة الاجتماعية في لوس أنجلوس وكانت رئيسة لها حيث دعمت التثقيف الجنسي في مدينة لوس أنجلوس.

## المساهمة في الشرطة النسائية الحديثة
و بفضل مناصرة أليس لحقوق المرأة والطفل، تم تجنيد المزيد من النساء،بعد قانون تكافؤ فرص العمل لعام 1972،للقيام بمهام الشرطة المجتمعية. ويرجع ذلك جزئيًا إلى أن الشرطيات كان يُعتقد أنهن أفضل من رجال الشرطة في نزع فتيل المواقف التي يحتمل أن تكون عنيفة.

## الدعاية والتقاعد على الصعيد الوطني
جذب تعيين ويلز الاهتمام على الصعيد الوطني، ففي عام 1914، كانت موضوع فيلم عن سيرة ذاتية بعنوان الشرطية. و أنشأت جامعة كاليفورنيا أول دورة تدريبية مخصصة لعمل ضابطات الشرطة في عام 1918، وتم تعيين أليس كأول رئيس لجمعية ضابطات السلام في كاليفورنيا في عام 1928. في عام 1934 أصبحت أيضًا مؤرخة شرطة لوس أنجلوس. وبحلول عام 1937 كان هناك 39 ضابطة في شرطة لوس أنجلوس وخمسة احتياطيات. ظلت أليس مؤرخة القسم حتى تقاعدت في الأول من نوفمبر عام 1941، ويُذكر أنها "ناضلت من أجل فكرة أن النساء، بوصفهن عضوات عاديات في أقسام الشرطة البلدية، مؤهلات بشكل خاص لأداء الأعمال الوقائية بين الأحداث والنساء. توفيت أليس عام 1957، وحضر جنازتها ضباط رفيعو الرتب من شرطة لوس أنجلوس، وحرس شرف من عشر نساء.

## الحياة الشخصية
كانت متزوجة من مزارع من ولاية ويسكونسن يُدعى فرانك ويلز وأم لثلاثة أطفال، رامونا وريموند وغاردنر ويلز.